# هانتلی
هانتلی (به انگلیسی: Huntly) یک شهرک در اسکاتلند است که در آبردین‌شایر  واقع شده‌است. هانتلی ۴٬۴۶۰ نفر جمعیت دارد.